# Sigismondo de’ Rossi

Wappen der Adelsfamilie Rossi.

Sigismondo de’ Rossi (* 1524, San Secondo; † 1580, ebenda) war ein italienischer Condottiere und General, sowie Markgraf von San Secondo.

## Biografie
Sigismondo wurde 1524 in San Secondo als ältester Sohn und viertes von zehn Kindern von Pier Maria III. de’ Rossi und Camilla Gonzaga geboren und wuchs in Florenz am Hofe von Francesco I. de’ Medici auf. Nachdem er auf Befehl Ottavio Farneses im Krieg um Parma gekämpft hatte, in dem er gegen die kaiserlichen Truppen angetreten und durch einen Arkebusenschuss verwundet worden war, diente er Cosimo I. de’ Medici im Krieg um Siena, wo er eine Kompanie Ritter befehligte und sich in den Schlachten im Valdinievole und bei Montecarlo, sowie bei der unglücklichen Verteidigung von Pienza hervortat.
Nach der Übergabe Sienas 1554 blieb Sigismondo in der Toskana auf Befehl des Herzogs, der im drei Jahre später zum Kommandeur eines Regimentes in den lombardischen Kriegen gegen die Franzosen, die mit dem Herzog von Ferrara verbündet waren, machte. Er wurde in einer Schlacht bei Reggio nell’Emilia verwundet.
Als er nach Florenz zurückgekehrt war, wurde er zum Kavalleriegeneral des Großherzogtums gewählt und am 30. März 1562 zum St.-Stephans-Ritter ernannt. 1565 wurde er von Kaiser Maximilian II. nach Deutschland geschickt, um die Heirat des Fürsten Francesco I. de’ Medici mit einer Tochter des Kaisers zu verhandeln. 1570 wurde er als Botschafter nach Madrid entsandt, um an der Hochzeit des Königs Philipp II. teilzunehmen.
Er starb 1580.

## Verwandte
Sigismondo hatte mit seiner Gattin Barbara Trapp aus Deutschland drei Kinder:
- Giovan Girolamo (1566);
- Eleonora;
- Barbara.

## Ehrungen
- 1562: St.-Stephans-Ritter